# Jarmila Nygrýnová
Jarmila Nygrýnová (Checoslovaquia, 15 de febrero de 1953-5 de enero de 1999) fue una atleta checoslovaca especializada en la prueba de salto de longitud, en la que consiguió ser medallista de bronce europea en 1978.

## Carrera deportiva
En el Campeonato Europeo de Atletismo de 1978 ganó la medalla de bronce en el salto de longitud, con un salto de 6.69 metros, siendo superada por la soviética Vilma Bardauskienė (oro con 6.88 m) y la alemana Angela Voigt (plata con 6.69 metros).